# 坎伯蘭和斯特拉森公爵亨利王子
亨利王子，坎伯蘭和斯特拉森公爵（英語：Prince Henry, Duke of Cumberland and Strathearn，1745年11月7日—1790年9月18日），英國國王喬治二世的孫子，喬治三世的弟弟。
1771年，亨利與安妮·霍爾頓結婚。由於是貴庶通婚，這段婚姻不被王室所承認。兩人沒有子女。